# آورا (جورجیا)
آورا، جورجیا (به انگلیسی: Avera, Georgia) یک شهر در ایالات متحده آمریکا با جمعیت ۲۴۶ نفر است که در جورجیا واقع شده‌است.